# Sunshine Reggae
Sunshine Reggae is een nummer van het Deense muziekduo Laid Back. Het is de eerste single van hun tweede studioalbum Keep Smiling uit 1983. In juli dat jaar werd het nummer eerst in Denemarken, het Verenigd Koninkrijk, Ierland en een deel van het Europese vasteland op single uitgebracht. In oktober volgden Nederland, België,  Luxemburg, Mexico en Latijns Amerika, in december Australië, Nieuw-Zeeland en Zuid-Afrika en in januari 1984 ten slotte de VS, Canada en Japan.

## Achtergrond
"Sunshine Reggae" brengt een eenvoudige boodschap over; namelijk om het rustig aan te doen, zorgen los te laten en te genieten van de zon, een goede sfeer, en het leven. Het nummer ontstond in 1979 gelijktijdig met de oprichting van de band; de leden John Guldberg en Tim Stahl wachtten in de studio op een muzikant die niet kwam opdagen. Om de kostbare studiotijd niet verloren te laten gaan, begonnen ze samen te jammen en zo ontstond "Sunshine Reggae".
Drie jaar later, in de zomer van 1982, wordt het nummer op plaat gezet en in de zomer van 1983 op single uitgebracht. De plaat werd in een aantal Europese landen en in Latijns Amerika de zomerhit van het jaar. Zo bereikte de plaat de nummer 1-positie in thuisland Denemarken, Duitsland, Oostenrijk, Argentinië en Uruguay. In Canada werd de 46e positie bereikt, Italië de 3e en Ierland de 15e.
In Nederland was de plaat op vrijdag 14 oktober 1983 Veronica Alarmschijf op Hilversum 3 en werd een gigantische hit in de destijds drie landelijke hitlijsten op de nationale publieke popzender. De plaat bereikte de 4e positie in de Nationale Hitparade en piekte op de 2e positie in zowel de Nederlandse Top 40 als de TROS Top 50. In de Europese hitlijst op Hilversum 3, de TROS Europarade, werd de 7e positie behaald.
In België bereikte de plaat de 4e positie in de voorloper van de Vlaamse Ultratop 50 en de 6e positie in de Vlaamse Radio 2 Top 30. In Wallonië werd géén notering behaald.
In de sinds december 1999 jaarlijks uitgezonden NPO Radio 2 Top 2000 van de Nederlandse publieke radiozender NPO Radio 2 stond de plaat tot nu toe uitsluitend in 1999 en 2000 in de lijst genoteerd, met als hoogste positie een 1749e in 1999.

## Tracklijst
- 7" vinylsingle

1. "Sunshine Reggae" - 4:10
2. "Step Out of Your Box" - 4:21

- 12' maxi vinylsingle

1. 'Sunhine Reggae" - 6:35
2. White Horse" - 5:50

## NPO Radio 2 Top 2000
| Nummer met noteringen in de NPO Radio 2 Top 2000 | '99  | '00  |
| ------------------------------------------------ | ---- | ---- |
| Sunshine Reggae                                  | 1749 | 1800 |

1. ↑  Een vetgedrukt getal geeft de hoogste notering aan.
2. ↑  Deze tabel is bijgewerkt tot en met de meest recente editie (2024).

- Discogs
- Dutchcharts: (Nederlandse Top 40, Nationale Hitparade, TROS Top 50, TROS Europarade, Vlaamse Ultratop 50, Vlaamse Radio 2 Top 30, UK Singles Chart)
- Radiopedia.nl (Hilversum 3 hittips)
- NPO Radio 2